# Tracey Garland
Tracey Jane Garland (Dunedin, 10 novembre 1970) è un'ex cestista neozelandese.

## Carriera
Con la Nuova Zelanda ha disputato i Campionati mondiali del 1994.